# 蒙布谢
蒙布谢（法語：Montboucher，法語發音：[mɔ̃buʃe]）是法国克勒兹省的一个市镇，属于盖雷区。

## 地理
蒙布谢（45°57'12"N, 1°40'51"E）面积27.68 平方千米，位于法国新阿基坦大区克勒兹省，该省份为法国中部省份，位于法國中央高原西北部，北起安德尔省和谢尔省，西接维埃纳省，南至科雷兹省，东临多姆山省，东北与阿列省接壤。
与蒙布谢接壤的市镇（或旧市镇、城区）包括：布尔加讷夫、沙特吕勒马谢、圣阿芒雅尔图代、圣瑞尼安-拉布勒热尔、圣皮埃尔谢里尼亚。

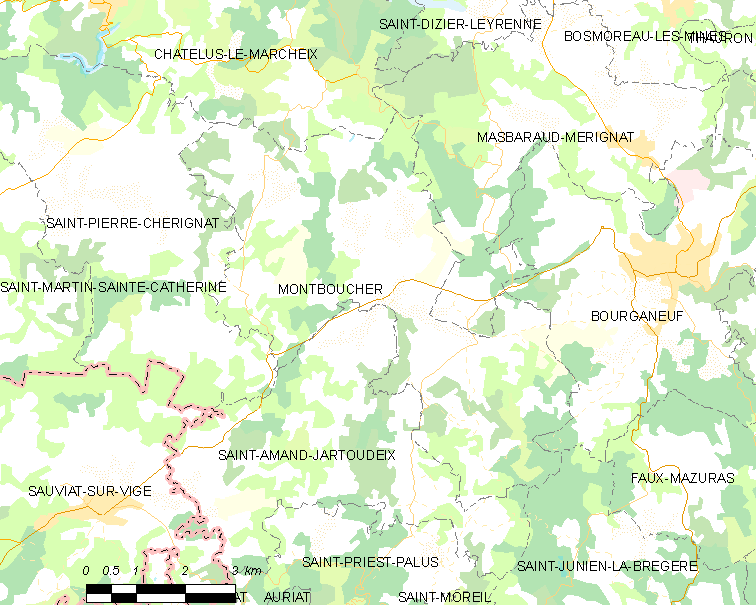
蒙布谢的OSM定位图

蒙布谢的时区为UTC+01:00、UTC+02:00（夏令时）。

## 行政
蒙布谢的邮政编码为23400，INSEE市镇编码为23133。

## 政治
蒙布谢所属的省级选区为布尔加讷夫县。

## 人口

1962-2008年间蒙布谢人口变化图示

蒙布谢于2022年1月1日时的人口数量为370人。